# Špela Bračun
Špela Bračun (* 3. August 1977 in Škofja Loka) ist eine ehemalige slowenische Skirennläuferin.
Bračun ließ erstmals als 17-Jährige bei der Juniorenweltmeisterschaft 1995 in Voss aufhorchen, als sie den dritten Platz in der Kombinationswertung erreichte. Von Januar 1995 bis Januar 2003 bestritt sie mehr als 130 Weltcuprennen, überwiegend in der Abfahrt, im Super-G und im Riesenslalom. Dabei gehörte sie meist zur zweiten Garde des Fahrerfeldes. Lediglich fünf Mal konnte sie sich unter den besten Zehn platzieren. Größter Erfolg ihrer Karriere war der dritte Platz bei der Weltcupabfahrt von St. Moritz im Dezember 1999.
1998 in Nagano und 2002 in Salt Lake City gehörte Bračun dem slowenischen Olympiateam an. Zudem nahm sie zwischen 1997 und 2001 dreimal an Skiweltmeisterschaften teil.